# Flughafen Essen/Mülheim
Flughafen Essen/Mülheim (tidl. Flughafen Rhein-Ruhr), også benævnt Essen Airport (IATA: ESS, ICAO: EDLE), er en regional lufthavn 5 km syd-øst for centrum af Mülheim an der Ruhr, 8 km syd-vest fra Essen, i delstaten Nordrhein-Westfalen, Tyskland.

## Historie

### 1919 – 1937
Allerede i 1919 startede man med flyvninger fra området imellem Mülheim og Essen, men det var først 25. august 1925 at det officielt blev anerkendt som lufthavn.
I 1930 startede der ruteflyvninger op til flere af Europas hovedstæder. Zeppelinere skulle også få en vigtigt rolle i lufthavnen. Det startede med LZ 127 der under store festivitas i 1931 landede på stedet. De efterfølgende år var der stor trafik med disse luftfartøjer.
En stor vækst i årene 1934 og 1935 gjorde at lufthavnen blev den største og vigtigste i hele delstaten. Mange industrivirksomheder i Ruhr-distriktet betalte for en udvidelse, og etablerede en af Europas første start- og landingsbaner med asfalt som belægning, i stedet for beton. Den blev samtidig omdøbt til Flughafen Rhein-Ruhr. Der kom mange nye ruter til de fleste større byer i Vesteuropa, som alle blev fløjet med datidens små passagerfly og Zeppelinere. I 1937 blev registreret 5000 flybevægelser og 15.000 passagerer. Administration og ledelse af Flughafen Düsseldorf blev en overgang varetaget fra Essen/Mülheim.

### 1939 – 1999
I sensommeren 1939 startede man forberedelserne til 2. verdenskrig. De militære flyvninger overtog mere og mere, og efter at Luftwaffe udstationerede en jagerflys eskadrille stoppede næsten al civil lufttrafik fra Essen. Lufthansa prøvede med nogle få ruter, men mange krav og restriktioner på grund af krigen gjorde det umuligt. Senere under krigen blev der udstationeret endnu flere kampfly på stedet. Disse ankom som regel i ly af mørket. I det sene efterår 1944 opnåede lufthavnen sit højdepunkt i krigstid, da den store eskadrille "Edelweiß" blev flyttet fra Fliegerhorst Memmingerberg til Essen/Mülheim. De medbragte flere forskellige flytyper med det nyudviklede Messerschmitt Me 262 som det mest avancerede.
I juni 1941 oprettede Gestapos afdeling i Köln en såkaldt Arbeitserziehungslager på lufthavnens område. Da de i marts 1945 forlod stedet igen, var der registeret 135 dødsfald blandt fangerne over hele perioden.
Lufthavnens faciliteters blev alvorligt beskadiget under krigen, så da De Allierede efter krigen overtog kontrollen med området begyndte de på en genopbygning af det ødelagte. I den tid hvor der ikke kunne flyves fra Essen/Mülheim overtog lufthavnen i Düsseldorf rollen som den førende lufthavn i området. Først i 1950 kunne man genoptage de civile luftoperationen fra Essen/Mülheim, men lufthavnen nåede aldrig op på det internationale niveau som den havde før krigen.
I 1980 og 1990'erne frygtede de lokale politikere, erhvervsliv og borgere at lufthavnen helt skulle afvikles, så de startede et arbejde på at igen få licens til at drive internationale flyvninger fra Essen. Den sidste regulære flyrute lukkede i 1995. 12. april 1999 måtte der igen flyves til udenlandske destinationer, efter at de tyske luftfartsmyndigheder havde godkendt infrastrukturen.

### 2009
De kommercielle aktiviteter består hovedsagelig af forretnings-, charter- og skoleflyvninger. Hvert år er der omkring 43.000 flybevægelser, og 33.000 passagerer bliver ekspederet i lufthavnen. Af de 43.000 operationer om året tegner skoleflyvningerne sig for omkring de 20.000.